# San José de Mayo
 Denne artikel omhandler byen San José de Mayo. Der er også andre byer med dette navn, se San José.
San José de Mayo er en by i den sydlige del af Uruguay med et indbyggertal (pr. 2004) på 36.339. Byen er hovedstad i San José-departementet og blev grundlagt i 1783.